# Lingue del Sudafrica

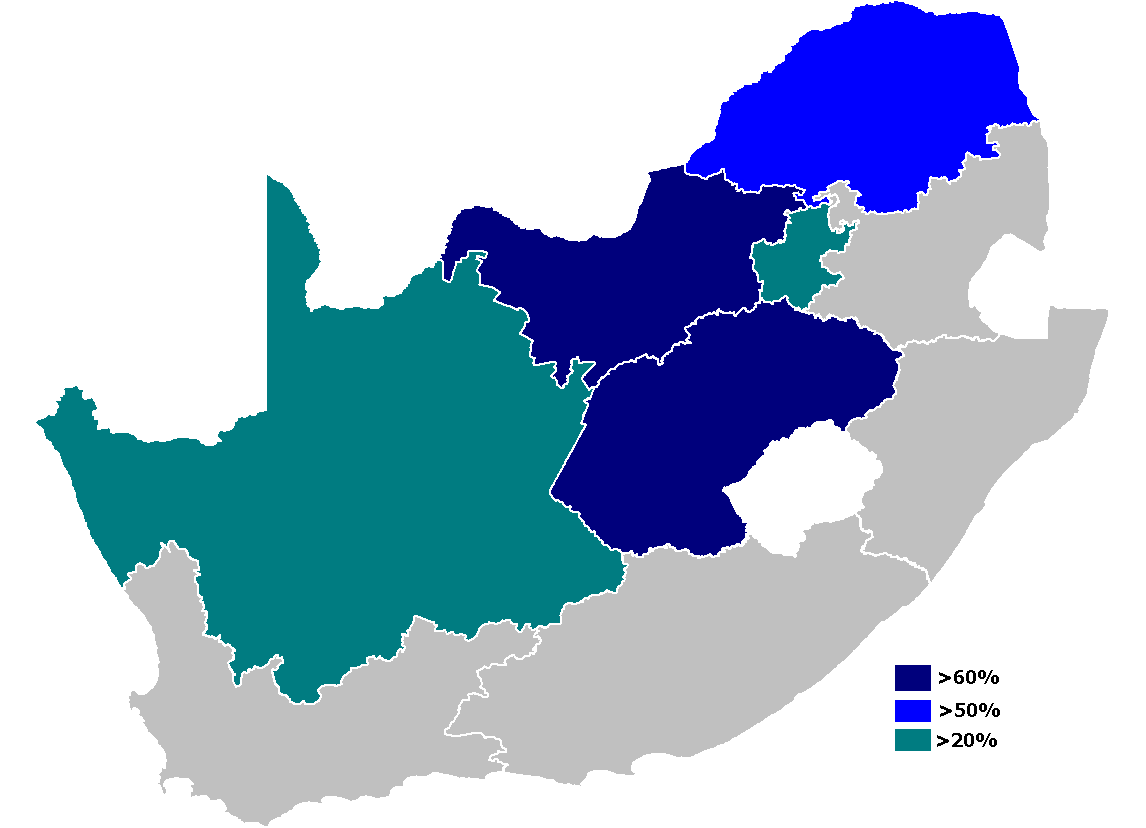
Distribuzione delle lingue sotho nelle province del Sudafrica

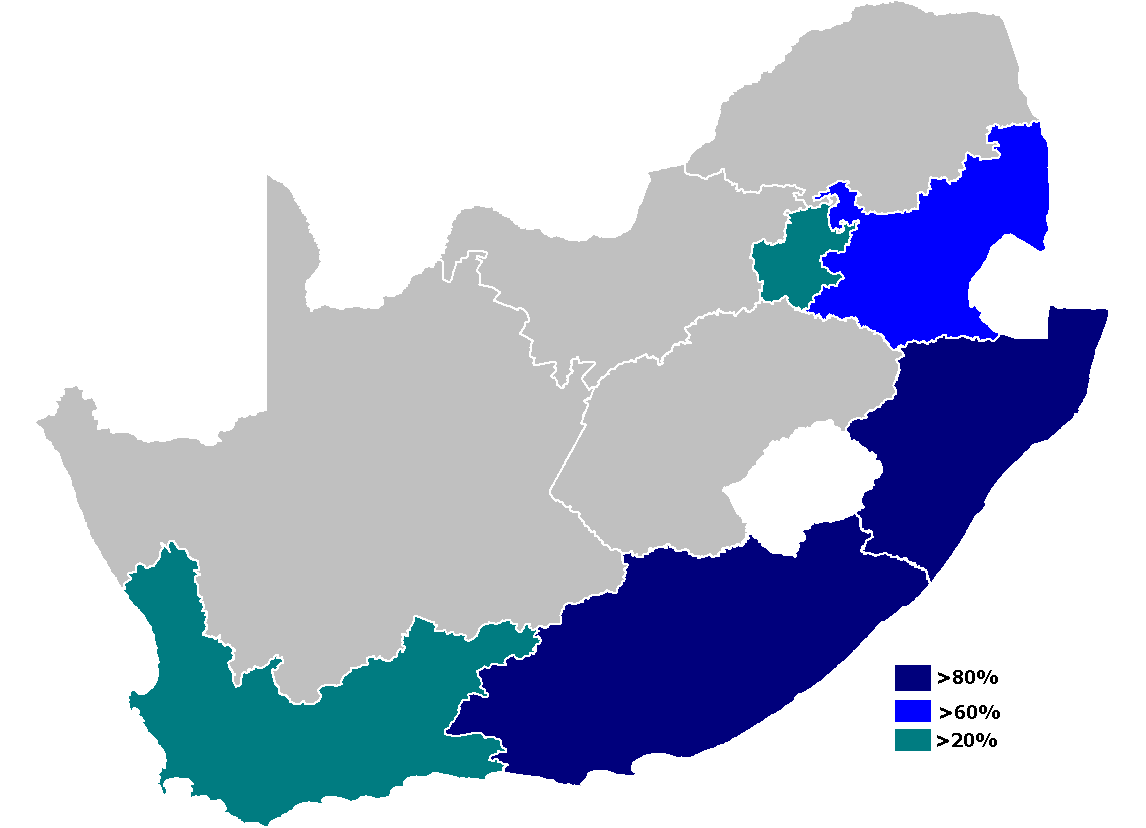
Distribuzione delle lingue nguni nelle province del Sudafrica

Il Sudafrica è il secondo Paese del mondo col maggior numero di lingue ufficiali (11), dopo lo Zimbabwe (16). Due di esse (inglese e afrikaans) sono di provenienza germanica, mentre le altre nove sono lingue bantu. Fino al 1994, anno dell'elezione di Nelson Mandela, solo l'inglese e l'afrikaans erano ufficiali.
La lingua più parlata in Sudafrica è lo zulu (lingua madre per il 24% della popolazione), seguita dallo xhosa (18%) e dall'afrikaans (13%); l'inglese è solo al quinto posto. La lingua più compresa è ancora lo zulu, che viene capito da oltre il 50% della popolazione e sta diventando una lingua franca del Paese; nelle zone urbane praticamente tutti comprendono l'inglese. La lingua nǀu, in via di estinzione, è parlata da circa 10 persone.
La maggioranza dei Sudafricani parla una lingua nguni (zulu, xhosa, ndebele o siswati) o una lingua sotho (sesotho, sesotho del nord o tswana). Le lingue di ciascuno di questi gruppi sono reciprocamente comprensibili (per esempio, lo zulu e lo xhosa sono più simili tra loro di italiano e spagnolo). Più isolate sono le lingue venda e tsonga, che non sono né nguni né sotho.

## Distribuzione
Le lingue nguni sono prevalenti nelle regioni costiere, e nell'est del Paese. Lo zulu è madrelingua dell'80% della popolazione della provincia di KwaZulu-Natal, e lo xhosa è madrelingua dell'80% della popolazione della provincia del Capo Orientale e del 20% di quella del Capo Occidentale. Le lingue sotho sono prevalenti nelle province occidentali interne come Stato libero e Nordovest. L'afrikaans è la lingua più parlata nella provincia del Capo Settentrionale e nel Capo Occidentale. Il Gauteng è la provincia in cui si parlano più lingue, con una percentuale uguale di lingue sotho, nguni e indoeuropee nella provincia. Da questo cocktail linguistico si è sviluppata una lingua creola chiamata tsotsitaal, tipica della zona di Johannesburg.

## Fuori del Sudafrica
Il sesotho è anche la lingua del Lesotho. Lo tswana è la lingua del Botswana e il siswati è la lingua dell'eSwatini. Tuttavia, essendo la popolazione del Sudafrica molto più numerosa di tali stati, il Sudafrica rappresenta comunque il principale Paese di diffusione di tali lingue per numero di parlanti.